# Arto (Hiszpania)
Arto – miejscowość w Hiszpanii, w Aragonii, w prowincji Huesca, w comarce Alto Gállego, w gminie Sabiñánigo, 41 km od miasta Huesca.
Według danych INE z 1999 roku miejscowość zamieszkiwały 24 osoby. Wysokość bezwzględna miejscowości jest równa 800 metrów.